# 鸿基特区
鸿基特区（越南语：／），初名鸿基特别区（越南语：／），是越南民主共和国在第一次印度支那战争时期从广安省析置的省级政区单位，区莅设在鸿基市社。

## 地理
鸿基特区东和南均临北部湾，北接海宁省，西接广安省。

## 历史
1946年7月19日，越南民主共和国政府内务部议定设立鸿基特别区，下辖锦普州和锦普煤市社、锦普𤅶市社、鸿基市社、𡓁𤈜市社、河修市社和河林市社6个市社，区莅设在鸿基市社，区行政委员会由北部行政委员会管辖。
1948年1月25日，越南政府将各战区合并为联区，战区抗战委员会改组为联区抗战兼行政委员会。第一战区和第十二战区合并为第一联区，设立第一联区抗战兼行政委员会，鸿基特区划归第一联区管辖。
1949年8月16日，第一联区划定鸿基特区行政区划，规定特区下辖3市社4庯1县：鸿基市社、锦普煤市社、锦普𤅶市社、𡓁𤈜庯、河修庯、河林庯、蒙阳庯、锦普县。
1949年9月19日，广安省横蒲县划归鸿基特区。
1949年11月4日，第一联区和第十联区合并为越北联区，鸿基特区由越北联区管辖。
1955年2月22日，鸿基特区和广安省合并为鸿广区，由中央政府直辖。